# Sumiericzi (stacja kolejowa)
Sumiericzi (ros. Сумеричи, krl. Sumeri) – stacja kolejowa w miejscowości Sumiericzi, w rejonie siegieżskim, w Karelii, w Rosji. Położona jest na linii Wołchow - Murmańsk.